# 姐乌乡
姐乌乡是云南省德宏傣族景颇族自治州陇川县曾经下辖的一个乡，驻地在姐乌村公所棒弄村，汉族、傣族和景颇族是乡内主要民族:1096。姐乌乡已于2005年撤销。

## 历史
1984年3月，在废除人民公社、设区建乡体制改革中，城子镇新寨、幕水、姐乌、曼胆4个大队分出组成姐乌区。1988年区乡体制改革中改为姐乌乡，新寨村划归城子镇，曼胆村划出组建赛号乡。:542005年，姐乌乡撤销，辖区并入城子镇:2640。

## 地理
姐乌乡位于陇川县中部坝区，东接赛号乡，南邻陇把镇和景罕镇，西靠户撒阿昌族乡，北接城子镇。全乡面积70.81平方千米，共有耕地19,000亩，人均耕地3.64亩。:54

## 行政区划
姐乌乡下辖以下地区：
姐乌村、扎多村和磨水村。:630-632